# Deux figures mitrées
Deux figures mitrées (ou Deux têtes de prêtres) est le nom donné au fragment d'un tableau peint vers 1480 par un artiste anonyme des Pays-Bas du Sud. Il est conservé au Musée Boijmans Van Beuningen à Rotterdam.

## Description
La petite taille de ce tableau (14,5 × 12 cm) indique qu'il ne s'agit que d'un fragment. Sa surface picturale présente de nombreuses craquelures et lacunes.
Encadrés par un arc en anse de panier, deux personnages sont représentés en buste. Tous deux sont coiffés de sortes de mitres fantaisistes et orientalisantes qui les identifient aux grands prêtres juifs de l'iconographie chrétienne du Moyen Âge et de la Renaissance. Le plus vieux, à gauche, pourrait être Anne, tandis que le plus jeune, à droite, serait Caïphe, gendre d'Anne.

## Historique
Le tableau est issu de la collection léguée à la commune de Rotterdam par Frans Jacob Otto Boijmans (1767-1847). Il fait donc partie des toutes premières œuvres du musée (actuel Musée Boijmans Van Beuningen) constitué autour de ce legs en 1849.

## Attribution et datation
Considéré initialement comme une œuvre anonyme de l'école allemande ou de l'école flamande, le tableau est attribué pour la première fois à Jérôme Bosch en 1903 par le directeur de musée de Rotterdam, Pieter Haverkorn van Rijsewijk, qui venait de visiter la grande exposition des primitifs flamands à Bruges. Au milieu du XXe siècle, Ludwig von Baldass rapproche l’œuvre des Noces de Cana, un tableau alors également attribué à Bosch.
Or, dès les années 1960, Charles de Tolnay puis Mia Cinotti (qui propose une datation vers 1475-1480) jugent que le mauvais état du panneau rend l'authenticité difficilement démontrable.
Dès la fin du XXe siècle, le tableau n'est plus attribué à Bosch. Ainsi, en 1994, le catalogue d'une exposition du musée de Rotterdam le présente comme l’œuvre d'un peintre anonyme des Pays-Bas du Sud actif autour de 1480. L'analyse dendrochronologique du panneau démontre cependant qu'il a pu être peint dès 1391, ce qui amène Jos Koldeweij (2001) à ne pas exclure une création dans la première moitié du XVe siècle.
En 2005, un chercheur de l'Université d'Amsterdam rapproche ce tableau d'un détail d'une Messe de saint Grégoire (Musée du couvent Sainte-Catherine, Utrecht) attribuée au Maître de la Fontaine de vie et peinte vers 1500-1510. L'apparition miraculeuse du Christ de douleur y est accompagnée par celle des instruments et des personnages principaux de sa Passion. Ces derniers sont représentés le plus souvent par paires, en buste, et sous une arcade, exactement comme les Deux figures mitrées. Le tableau de Rotterdam serait donc le fragment d'une œuvre semblable.

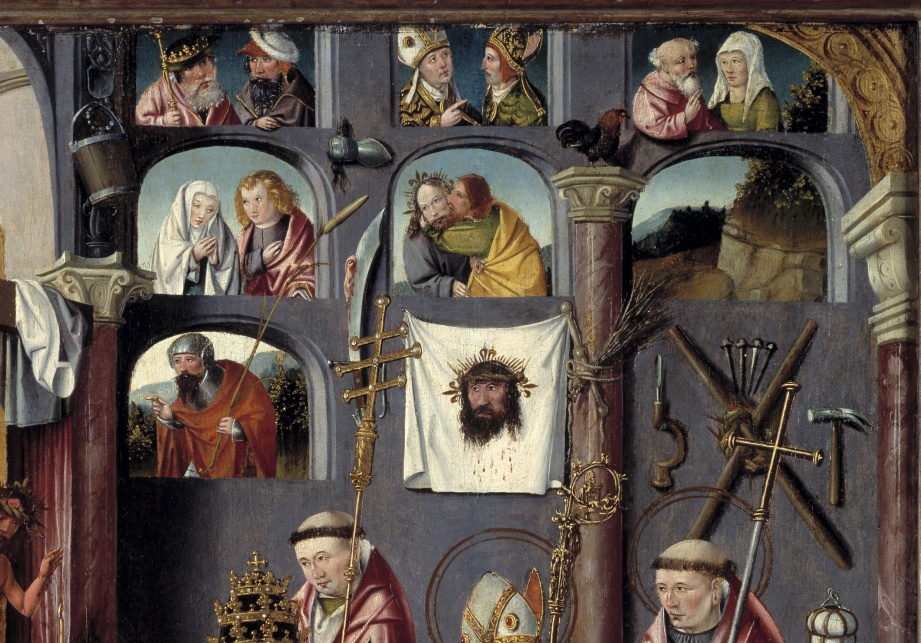
Détail de la Messe de saint Grégoire (Utrecht).